# 大黍
大黍（学名：Panicum maximum）是一种禾本科植物。这种植物于20世纪30年代传入中国广州。原产非洲，现广布于热带和亚热带地区。